# NGC 6524
NGC 6524 ist eine 12,9 mag helle elliptische Galaxie vom Hubble-Typ E/S0 im Sternbild Herkules am Nordsternhimmel. Sie ist schätzungsweise 264 Millionen Lichtjahre von der Milchstraße entfernt und hat einen Durchmesser von etwa 105.000 Lichtjahren.
Die Typ-Ia/P-Supernova SN 2010hh wurde hier beobachtet.
Das Objekt wurde am 22. Oktober 1886 von Lewis A. Swift entdeckt.